# Aleksandra Cieślikowa
Aleksandra Cieślikowa (ur. 7 stycznia 1936 w Wieliczce, zm. 11 grudnia 2018 w Krakowie) – polska polonistka, specjalistka w zakresie językoznawstwa.

## Życiorys
Absolwentka filologii polskiej Uniwersytetu Jagiellońskiego. Po ukończeniu studiów zatrudniona została przez Witolda Taszyckiego w Pracowni Słownika Staropolskich Nazw Osobowych PAN. W marcu 1990 roku uzyskała stopień doktora nauk humanistycznych na podstawie rozprawy Derywacja paradygmatyczna w staropolskiej antroponimii  w Instytucie Języka Polskiego PAN w Krakowie, w listopadzie 1990  uzyskała habilitację na podstawie monografii Staropolskie odapelatywne nazwy osobowe. Proces onimizacji (wyd. 1990). Tytuł profesora zwyczajnego otrzymała w lipcu 1997 roku.
Od 1958 r. pracowała w Zakładzie Onomastyki Polskiej, początkowo należącego do Zakładu Językoznawstwa PAN, następnie IBL PAN oraz Instytutu Języka Polskiego PAN na stanowiskach asystenta, adiunkta dokumentacji naukowej, dokumentalisty, docenta, a w końcu profesora. Od marca 1992 r. była kierownikiem Pracowni Antroponimicznej IJP PAN.
Specjalizowała się głównie w badaniach nad historycznymi i współczesnymi procesami kształtowania się nazw własnych różnych kategorii: imion, nazwisk, przezwisk, a także nazw miejscowych; związkami funkcjonowania nazw własnych ze zjawiskami kulturowymi, społecznymi, obyczajowymi. Prowadziła badania etymologiczne oraz rekonstruowała antroponimię prasłowiańską, w tym wyjaśnianie genezy, etymologii imion i nazwisk.
Od 1960 była członkiem Polskiego Towarzystwa Językoznawczego.
Pochowana na Cmentarzu Salwatorskim w Krakowie, kwatera L1-1-25.

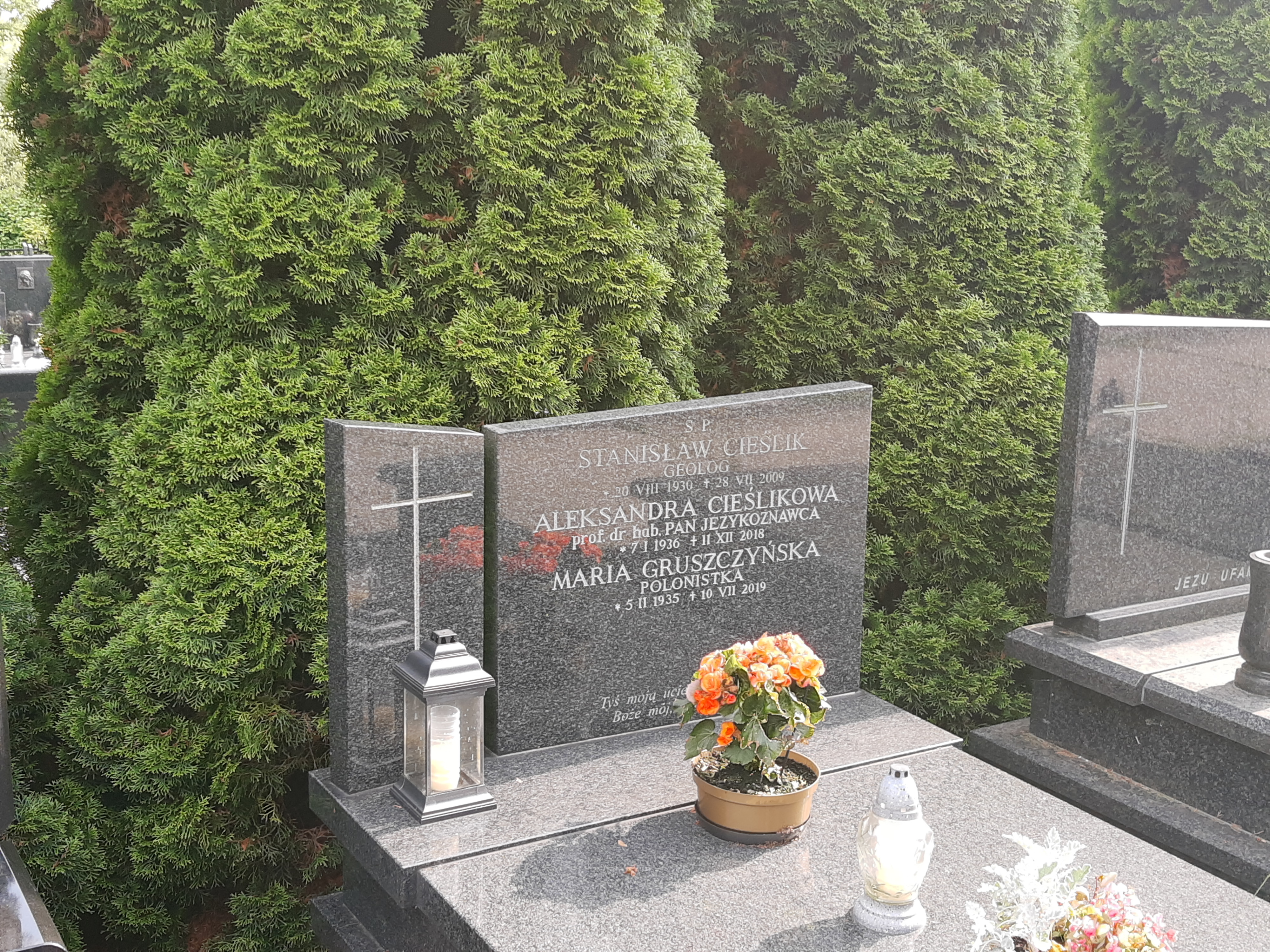
Grób prof. Aleksandry Cieślikowej na Cmentarzu Salwatorskim

Członkostwo w organizacjach oraz pełnione funkcje
- od 1985 – sekretarz Zespołu Antroponimicznego przy Komisji Onomastycznej.
- od 1993 – członek Komisji Językoznawstwa.
- od 1994 – członek Komisji Ustalania Nazw Miejscowości i Obiektów Fizjograficznych przy Ministerstwie Administracji
- od 1994 – sekretarz Komisji Onomastyki Polskiej przy Komitecie Językoznawstwa.
- od 1994 – członek ICOS (International Council of Onomastic Sciences).
- od 1998 – zastępca przewodniczącej Komisji Onomastyki Słowiańskiej PTJ, członek Komitetu Językoznawstwa i Komisji Kultury Języka Polskiego.
- od 2003 – Przewodnicząca Komisji Językoznawstwa PAN
- od października 2004 – Przewodnicząca Komisji Nazw Miejscowości i Obiektów Fizjograficznych[3]
- od 2004 – Członek Rady Języka Polskiego
- od 2004 – Członek zarządu Towarzystwa Miłośników Języka Polskiego
- Członek Komisji Kultury Języka przy Komitecie Językoznawstwa
- Członek Komisji Teorii Języka

Publikacje
- Mały słownik odmiany nazw własnych. Kraków. 2008
- Słownik staropolskich nazw osobowych, I–VI pod red. W. Taszyckiego, Wrocław 1965–1981; VII (Suplement) pod red. M. Malec, Wrocław 1984–1987.
- Derywacja paradygmatyczna w staropolskiej antroponimii, Kraków 1992, s. 157 (praca doktorska). Recenzent. E. Wolnicz-Pawłowska, Onomastica XXXVIII, 289–295.
- Index a tergo do Słownika staropolskich nazw osobowych pod red. A. Cieślikowej i M. Malec, Kraków 1993.
- Odapelatywne nazwy osobowe, Kraków 2000. Suplement, Kraków 2002, stron 500.
- Mały słownik odmiany nazw własnych. Kraków 2002, stron 282.
- Słowiańska onomastyka. Encyklopedia. Autorstwo rozdziałów: 1. Historia onomastyki, 2. Teorie onomastyczne, 3. Metody badawcze i ich ewolucja, 4. Stan badań, 5. Polityka i pragmatyka w zakresie nazw własnych, 6. Antroponimia: Przezwiska, Pseudonimy, nazwy etniczne, Nazwy heraldyczne i dynastyczne, Inne nazwy osobowe. Warszawa–Kraków 2002, 550 stron.
- Studia z Filologii Polskiej i Słowiańskiej (41/2006). Profesor Kazimierz Rymut. (1935–2006)
- Przegląd Humanistyczny (Humanistic Review). Kilka uwag o zmianach znaczeniowych i słowotwórstwie (nazwotwórstwie) onimów. 2006.
- Aleksandra Cieślikowa, Barbara Czopek-Kopciuch. Toponimia i oronimia. 2001